# Capgrasův syndrom
Capgrasův syndrom je jednou z poruch vnímání, tedy poruchou vnímání reálného světa nebo jeho zkreslení. Patří mezi patické poruchy vnímání, to znamená, že je signálem nebo symptomem nějakého duševního onemocnění. Řadí se mezi zrakové iluze, z čehož vyplývá, že subjekt je nezvratně přesvědčen o tom, že to, co vnímá, v tomto případě vidí, je nezvratné a jedná se o skutečnost. Někdy se také nazývá jako tzv. „iluze dvojníka“.
Jedná se o poruchu vnímání známých subjektů nebo objektů. Nemocný nejčastěji tvrdí, že jeho žena, kolega v práci atd. není tím, kým byl. Je přesvědčen, že došlo k záměně a tyto osoby jsou někým jiným (např. kolega v práci je špionem). Tedy byl vyměněn stejně vypadající entitou, která ovšem není tou původní osobou. Nejčastěji se jedná o tajné agenty, mimozemšťany, roboty atd. Obvykle se tento fenomén týká tváří a lidí kolem nemocného, ovšem může se týkat i objektů nacházejících se v blízkosti nemocného. Nemocný se může chovat agresivně vůči osobám, o nichž je přesvědčený, že jsou dvojníky, a tato porucha tak může být potenciálně nebezpečná.

## Historie
Capgrasův syndrom získal své jméno podle francouzského psychiatra Josepha Capgrase (1873–1950), který jej jako první popsal ve svém článku z roku 1923 (jako spoluautor článku je uváděn Jean Reboul-Lachaux). Studie pojednává o francouzské pacientce „paní M“, která si stěžovala na to, že její manžel a lidé kolem ní jsou zastoupeni dvojníky. Capgras a Reboul-Lachaux tento fenomén nejdříve pojmenovali jako „iluzi dvojníka“.
Capgrasův syndrom byl zpočátku považován za čistě psychiatrické onemocnění a „iluze dvojníka“ byla označována jako jeden ze symptomů schizofrenie. Vyvráceno bylo také tvrzení, že se jedná o onemocnění postihující pouze ženy (jako symptom hysterie). Většina pokusů o vysvětlení nemoci vycházejících ze studie Capgrase a Reboul-Lachauxe byla psychoanalytické povahy a až teprve osmdesátá léta dvacátého století přenesla pozornost na specificky se vyskytující organické mozkové léze, u kterých byla prokázána souvislost s výskytem Capgrasova fenoménu. V současnosti je Capgrasův fenomén chápán jako neurologická porucha, v rámci které je blud „iluze dvojníka“ způsoben specifickými lézemi v mozku nebo degenerací.

## Výskyt
Capgrasův syndrom se nejčastěji vyskytuje jako projev paranoidní schizofrenie. Můžeme se s ním však setkat také o mnoha dalších onemocnění. Objevuje se u organických poškození mozku, dále také u neurodegenerativních onemocnění, jako jsou např. demence (mj. Lewy body demence, frontotemporální a afatická), Parkinsonova choroba a Alzheimerova choroba. U těchto onemocnění se může stát, že pacient tvrdí, že on sám je dvojníkem a nepoznává sám sebe.
Capgrasův syndrom se může také objevit u onemocnění jako je hypotyreóza, diabetes nebo silná migréna. Je pozorován výskyt i u uživatelů drog.

## Projevy

### Paranoidní schizofrenie
Napříč onemocněními a individui se projevy mohou různit, demonstrujeme je tedy na jednotlivých případových studiích u různých onemocnění. 28letá žena, diagnostikována paranoidní schizofrenie s Capgrasovým syndromem. Trpěla mnoha bludy a iluzemi o manipulaci s jejími orgány a částmi těla, přičemž se chovala hostilně a agresivně k osobám nemocničního personálu, kterým dávala za vinu manipulaci s jejími částmi těla. Capgrasův fenomén se u ní projevoval přesvědčením, že její otec je dvojník, ale menšího vzrůstu než její „originální otec“. Dále trpěla přesvědčením, že každý člověk na světě je dvojník, že ona sama je svoje dvojče a stejně tak její přátelé.
62letý muž s paranoidní schizofrenií věřil v záměnu každého člověka za robota, svého doktora, okolí a sám sebe jednou označil za robota a tvrdil, že muž v novinách je jeho dvojče.
48letý muž, paranoidní schizofrenie, věřil v záměnu svých rodičů za dvojníky, jenž mu předkládali vyměněné jídlo. Ostatní obyvatelé a zaměstnanci psychiatrické nemocnice byli též považování za podvodníky a dvojníky původních obyvatel.

### Hypotyreóza
54letá žena tvrdila, že její sousedé používají černou magii a pomocí ní se vloupali do jejího domu, kde jí ukradli oblečení, které teď nosí. Časté konfrontace se sousedy (jejichž nevinu se pokoušel nemocné vysvětlit její manžel) vedly postupně k tomu, že nemocná začala tvrdit, že její manžel není jejím manželem. Byla neomylně přesvědčena o záměně jednoho ze sousedů a jejího manžela, přičemž to deklarovala tím, že vyměněný manžel smrdí a je špinavý, zatímco její originální ne. „Vyměněnému“ manželi se vyhýbala a odmítala s ním spát v jedné místnosti.

### Parkinsonova choroba
56letá žena s diagnostikovanou Parkinsonovou chorobou. Nejdříve se u ní začaly objevovat nezvyklé projevy chování. Následně tvrdila, že obrazy a věci v jejím domě nejsou její a byly vyměněny. Vypadaly sice stejně, ale nebyly to ony. Dále se svému okolí svěřila s tím, že její pes byl také vyměněn. Bylo to stejné plemeno, stejného věku i vzrůstu, ale zdálo se jí, že určité skvrny na kožichu má jinde, a proto je vyměněný. Tato iluze se posléze vztahovala i na květiny v zahradě.

### Demence
59letý muž s rychle progredující demencí ze začátku pletl manželčino jméno. Posléze se začal své ženy ptát, kde je jeho žena. Epizody se stávaly čím dál častějšími a trvalejšími. Nejdříve přešly a muž svojí manželku opět poznal, ale nakonec byl přesvědčen, že osoba vydávající se za jeho ženu je její dvojník, jelikož měla stejný vzhled, osobnost, hlas i jméno. Několikrát volal policii a ohlašoval svoji ženu jako pohřešovanou, přičemž zmiňoval i nastrčeného dvojníka za ni. Nechoval se k ní žádným způsobem agresivně a trávil s ní běžně den, ovšem s přesvědčením o její nepravosti.

## Neurologické pozadí nemoci
Capgrasův syndrom lze z neurologického hlediska objasnit jako příčinu několika faktorů, názory na klíčovou příčinu nejsou pro svou složitost mezi vědci dodnes jednoznačné. Nejznámějším a nejšířeji přijímaným názorem je Langdonova a Coltheartova dvoufaktorová teorie. Podle této hypotézy vzniká tato iluze v součinnosti dvou faktorů. Zatímco první faktor je specifický pro každého pacienta, druhým faktorem, který se naopak objevuje u každého stejně, je poškození pravé mozkové hemisféry. U pacienta je narušen především exekutivní systém, v důsledku kterého není schopen vyhodnotit své iluze jako iracionální.
Zodpovědět nejasnosti se následně pokusili autoři Davies a Davies, kteří vypracovali teorii parametrické odchylky. Jako neurologickou příčinu předpokládají lézi v oblasti pravé hemisféry frontálního mozkového laloku. Davies a Davies rozpracovávají Langdonovu a Coltheartovu hypotézu s tím, že druhý faktor je způsoben součinností poruch exekutivních funkcí myšlení a pracovní paměti. U pacienta dochází k útlumu dominantní, zkušeností ukotvené odpovědi na situaci (porucha exekutivy) a následné manipulaci s krátkodobě uchycenými informacemi (pracovní paměť). Výsledkem je vyhodnocení alternativní možnosti situace jako pravdivé.
Poletti a Sambataro vyjádřili příčinu taktéž dvěma faktory – podle jejich vysvětlení se jedná o zaměnění výsledků shodných kognitivních mechanismů jakýmsi „překrytím“ neurální odpovědi na situaci. Tato chyba vzniká v místě ventromediální prefrontální části mozkové kůry.
Jako problém pramenící z chybného zapojení neuromediátorů vidí Capgrasův fenomén Corlett a Fletcher. Podle jejich vysvětlení se za nemožností normálního vyhodnocení dané situace skrývá porucha distribuce GABA a dopaminových transmisí.

## Léčba
V současnosti existuje několik přístupů, které se užívají k léčbě Capgrasova syndromu, ale neexistuje jednotná standardní péče. Je tedy zapotřebí důkladné výzkumné práce, aby mohl být nalezen nejefektivnější způsob léčby. V současnosti se vedle kognitivních technik (mj. testování reality) užívá individuální terapie, která je nejvhodnější pro léčbu jednotlivých iluzí. Efektivní může být dlouhodobá kognitivně behaviorální terapie, jež je založena na vzájemných diskuzích, kdy se terapeut pokouší nemocnému předkládat četné důkazy o jeho iluzi. Cílem je najít způsob, jak může nemocný překonat vlastní blud, v který věří proti všem dostupným důkazům. Antipsychotika a další terapeutické léky jsou užívány s relativním úspěchem. Mnoho nemocných Capgrasovým syndromem se nikdy plně nezotaví, poskytovatelé péče a rodinní příslušníci však mohou částečně eliminovat projevy nemoci, především úzkost a strach.